# Дуглас, Джим
Джеймс «Джим» Дуглас (англ. James «Jim» Douglas; род. 21 июня 1951, Спрингфилд) — американский политик, представляющий Республиканскую партию. 80-й губернатор штата Вермонт в 2003—2011 годах.

## Биография

### Ранняя карьера
Дуглас родился в Спрингфилде, штат Массачусетс. В 1968 году окончил среднюю школу Ист-Лонгмедоу, после чего получил степень бакалавра искусств в Миддлбери-колледже, где принимал активное участие в студенческой организации Республиканской партии. В колледже он специализировался на русистике. Вермонт поддерживает дружественные отношения с Карелией, начало которым положила в 1991 году губернатор Мадлен Кунин.
В ноябре 1972 года Дуглас был избран в Палату представителей штата Вермонт, где он в 25 лет стал лидером большинства и оставался им на протяжении своих трёх двухлетних терминов. В 1979 году он оставил Генеральную ассамблею Вермонта, после чего работал старшим помощником губернатора Ричарда Снеллинга. В ноябре 1980 года Дуглас был избран государственным секретарём штата, и занимал этот пост до 1992 года. В этом же году он баллотировался в Сенат США, но проиграл выборы кандидату от Демократической партии Патрику Лехи. В ноябре 1994 года, после получения одобрения обеих партий, Дуглас был избран казначеем штата Вермонт.

### Губернатор штата Вермонт
В 2002 году Дуглас был избран губернатором штата Вермонт, победив на выборах вице-губернатора демократа Дуга Расина (45 % голосов против 42 %). В 2004 году он был переизбран на второй двухлетний срок, обойдя на выборах демократа Питера Клавелле (59 % голосов против 38 %).
В начале 2005 года Дуглас объявил, что не будет выставлять свою кандидатуру на предстоявших в 2006 году выборах в Сенат. В 2006 году он опять был переизбран губернатором, набрав 57 % голосов и победив демократа Скаддера Паркера. 22 мая 2007 года губернатор Дуглас подписал знаковый закон о запрете дискриминации на основе гендерной идентичности со стороны работодателей, финансовых учреждений и др, хотя ранее, в 2006 году, он наложил вето на аналогичный законопроект.
В 2008 году Дуглас был в четвёртый раз переизбран на пост губернатора. Он стал первым губернатором, которого 2 февраля 2009 года принял в Белом доме президент Барак Обама. С 2009 по 2010 год Дуглас также занимал должность председателя Национальной ассоциации губернаторов.
6 апреля 2009 года Дуглас наложил вето на законопроект, позволяющий вступление в брак однополым парам в штате Вермонт, однако Палата представителей и Сенат Вермонта на следующий день преодолели вето, что произошло впервые за время пребывания Дугласа в должности губернатора.
2 июня 2009 года демократы в Палате представителей и Сенате проголосовали за преодоление вета Дугласа, наложенного на государственный бюджет штата. 27 августа 2009 года Дуглас объявил, что он не будет добиваться переизбрания на пост губернатора в 2010 году.
В начале 2010 года Дуглас стал первым американским политиком, которого правительство Квебека наградило Национальным орденом Квебека. Он был отмечен за укрепление исторических связей между Вермонтом и Квебеком и за то, что сделал улучшение отношений между ними одной из приоритетных задач своего губернаторства.